# Deszczowe lato
Deszczowe lato – album zespołu Kolor wydany przez wytwórnię Green Star latem 1998 na kasecie magnetofonowej. Był to czwarty album biesiadny tego zespołu. Do piosenki "Deszczowe lato" został nakręcony teledysk.

## Lista utworów
Strona A:
1. "Polskie kwiaty"      3:35
2. "Deszczowe lato"      3:12
3. "Pognała wołki"       3:13
4. "Stokrotka"           2:05
5. "Zagraj mi cyganie"   2:48

Strona B:
1. "Kwiatki dla matki"   3:36
2. "Wlazł kotek"         3:20
3. "Oj chodzą chłopaki"  2:02
4. "Niebieska chusteczka"2:32
5. "Przybyli ułani"      2:12